# The Science of Discworld IV: Judgment Day
The Science of Discworld IV: Judgement Day is een boek uit 2013 geschreven door Terry Pratchett, Ian Stewart en Jack Cohen. Het boek is de opvolger van The Science of Discworld, The Science of Discworld II: The Globe en The Science of Discworld III: Darwin's Watch.
Net als in de eerdere delen zijn de hoofdstukken afwisselend korte verhalen in de Schijfwereld-setting en populair-wetenschappelijke essays. Onderwerpen die in dit deel aan de orde komen zijn onder meer filosofie, religie, evolutie en natuurkunde.

## Samenvatting van de inhoud
De hogepriesters van Omnia claimen dat Roundworld, als bewijs dat de wereld rond is en geen schijf, hun bezit zou moeten zijn. De tovenaars van de Gesloten Universiteit zijn het hier niet mee eens en leggen de zaak voor aan heer Ottopedi. De Aardse biliothecaresse Marjorie Daw wordt, nadat ze per ongeluk op de Schijfwereld terecht is gekomen, opgeroepen als getuige. 

## Kerngegevens
- The Science of Discworld IV: Judgment Day, Terry Pratchett, ISBN 978-0091949792